# Euphorbia macropodoides
Euphorbia macropodoides är en törelväxtart som beskrevs av Benjamin Lincoln Robinson och Jesse More Greenman. Euphorbia macropodoides ingår i släktet törlar, och familjen törelväxter. Inga underarter finns listade i Catalogue of Life.